# LTE in Italien
Im Jahr 2010 hat die Internationale Fernmeldeunion die Verwendung der 4G-Technologien LTE und WiMAX zugelassen. In Italien nutzen die Mobilfunknetzbetreiber nur die Technik LTE.

## Die Geschichte von LTE in Italien
Am 27. Juni 2011 ist im Amtsblatt die Auktions-Ankündigung für die Vergabe von Lizenzen an interessierte Mobilfunkbetreiber veröffentlicht worden. Die Auktionsobjektfrequenzen sind
- 800-MHz-Band (Digitale Dividende und Ex-Fernsehfrequenzen), bis zu 6 Auslosungen von FDD-Frequenzen, die jeweils in einem Winkel von 5 MHz gepaartes Spektrum betrieben werden, zuweisbare Frequenzen auf nationaler Basis, von 1 bis 6 ernannt;
- 1800-MHz-Band, bis zu 3 viele FDD-Frequenzen, die jeweils in einem Winkel von 5 MHz gepaartes Spektrum betrieben werden, zuweisbare Frequenzen auf nationaler Basis, ernannt von 1 bis 3;
- 2000-MHz-Band, die erste Partie der TDD-Frequenzen in einem Winkel von 15 MHz betrieben werden, zuweisbare Frequenzen auf nationaler Basis, Lot A genannt;
- Band 2600 MHz, bis zu 12 Auslosungen von FDD-Frequenzen, die jeweils in einem Winkel von 5 MHz in gepaartem Spektrum zuordenbar auf nationaler Ebene, zwischen 3 und 14 ausgestattet, und 2 viel TDD-Frequenzen, die jeweils in einem Winkel von 15 MHz betrieben werden, zuweisbare, auf nationaler Basis ernannte Menge B und C, mit Ausnahme von 2500 bis 2510 MHz und 2620 bis 2630 MHz in FDD Lose und 2600–2620 MHz TDD-Frequenzen in den Reihen.

Am 30. August begann die Auktion für die Vergabe von Frequenzen. Wie die Betreiber erwartet, an der Auktion waren beteiligt: TIM, Vodafone, Wind und 3.
Die Auktion wurde erfolgreich Ende September 2011 mit den folgenden Ergebnis abgeschlossen:
- 800-MHz-Band: es bekamen zwei Blöcke jeweils Vodafone Italia, Telecom Italia und Wind Telecomunicazioni;
- 1800-MHz-Band: es hat jeweils einen Block Vodafone Italia, Telecom Italia und H3G bekommen;
- 2000-MHz-Band: Die Netzbetreiber waren nicht an diesen Band interessiert.;
- 2600-MHz-Band: es bekamen 4 Blocks H3G und Wind Telecomunicazioni; 3 Blocks bekamen Telecom Italia und Vodafone Italia.

Die Lizenzen wurden mit insgesamt 3.945.295.100 € (1,26 Milliarden € von Telecom Italia, 1,259 Milliarden € von Vodafone Italia, 1,119 Milliarden € von Wind Telecomunicazioni, 305 Millionen€ von H3G) bezahlt.
Im September 2015 wurde das L-Band versteigert. Tim sicherte sich Los-A 20 MHz für 230,34 Millionen Euro und Vodafone sich das Los-B 20 MHz für 231,99 Millionen Euro. Das L-Band kann nur für Carrier Aggregation verwendet werden, da es aufgrund des Ursprungs als Radiofrequenz keine zugewiesene Uploadfrequenz besitzt.
Durch das Bekanntwerden der Fusion von Wind und 3 im September 2016 bilden Wind und 3 bis zum Ende der Fusion zwei getrennte Netzwerke, wobei Kunden mittels National Roaming zwischen den Netzwerken wechseln können. Durch die Fusion und die Marktaufteilung in Italien entstand dort ein vierter Netzbetreiber namens Iliad, der Frequenzen im 2600 MHz und im 1800 MHz von Wind Tre ersteigern konnte.

## Erste Angebote mit LTE
|  | Iliad wird ab 2017/18 der vierte Italienische LTE-UMTS Netzbetreiber und sendet unter dem MNC 222-50. Das Netz besteht aus eigenen Sendern und einem vorläufigen 10-Jährigen Roamingvertrag mit Wind. |
|  | Am 24. November 2009 kündigte die italienische Gruppe Telecom Italia die ersten Tests weltweit an, in Turin wurde sie gemacht und voll mit dem Mobilfunknetz 2G / 3G in den Betrieb integriert: Im August 2010, mit 17 Sendestationen wurden Spitzengeschwindigkeiten von 140 Mbit/sec aufgezeichnet. Im März 2011 wurden Vereinbarungen zwischen TIM und Nokia Siemens Networks für die Lieferung für die Aufrüstung für das Netzwerk angekündigt. Nokia Siemens Networks 28. März 2011 in einer Pressemitteilung, die besagt, dass „NSN wird nach einigen italienischen Regionen für die Modernisierung des Mobilfunknetzes von Telecom Italia und angeordnet für den LTE-Dienst, die nächste Verwendung Technologie wurde bereits begonnen mit mehr als 7000 Basisstationen für Tests in einigen Bereichen der Stadt Turin.“ Von den ersten Tagen des Monats Februar 2012 bietet TIM in seinen Geschäften von Turin, ein Pre-kommerzielle Nutzung des On-Air-LTE-Netz in der Stadt Turin selbst, mit einer Leistung von 100 Mbit/s im Download und 50 Mbit/s im Upload. Im April 2012 wurde das Netz auch in Mailand und Rom betrieben. Am 7. November 2012 wurde das Netz von TIM in den Städten Rom, Mailand, Turin und Neapel offiziell ins Leben gerufen. Am 18. November 2012 wurde die Live-Fernsehsendung auf RAI SPORT 1 des Turin-Marathon mit dem LTE-Netz von Telecom Italia realisiert, mobile Kameras an Bord Fahrräder und ferngesteuerte Drohnen verwenden. Am 5. November 2014 startete Telecom Italia das 4G+ Netz mit LTE Advanced-Technologie bis zu 180 Mbit/s in 120 Gemeinden. Nach dem Upgrade auf 225 Mbit/s kurz nach dem Start von Vodafone Italien mit 4G + mit der gleichen Geschwindigkeit. 19. November TIM präsentiert seine 4G-Plus-Netzwerk mit bis zu 300 Mb / s mit der Verwendung der drei Bänder im Einsatz für LTE (800, 1800, 2600) zu aggregieren. Das Netzwerk wurde nun für das Jubiläum nur in Rom aktiviert und erklärt, dass TIM bald auch in anderen Städten den Dienst betreiben wird. TIM erklärt auch, dass die einzige derzeit kompatibles Smartphone und die Samsung Galaxy S6 und dass bald die TIM-Portfolio mit anderen kompatiblen Endgeräten angereichert wird. Am 21. Dezember 2015 startet Tim VoLTE Service unter dem Namen „Voice 4G“, die aber nur den ersten Kunden ermöglicht, die den Gutschein „TIM Sonder Unlimited“ bereits besitzen, HD-Anrufe über das 4G-Netz zu machen. |
|  | Vodafone hat die Tests in der Umgebung von Mailand im Jahr 2011 erfolgreich abgeschlossen. Ab März 2012 wurden Test in Turin erfolgreich abgeschlossen, wo das Signal im Turin Stadion ausgestrahlt wird. Es wurde auch die Stadt Ivrea abgedeckt, was eine der historischen Orte Vodafones ist. Im Juli 2012 wurde eine Demonstration Veranstaltung in Mailand und Rom auf einer ausgewählten Gruppe von einigen treuen Kunden gehalten, die die Leistungsfähigkeit des neuen Netzwerks, 100 Mb/s im Download und 50 Mbit/s im Upload testeten. Offiziell wurde LTE von Vodafone am 30. Oktober 2012 gestartet als erste nationale Betreiber dieser Technologie in den Städten Mailand und Rom, später dann wurde LTE im Rest von Italien verbreitet. … Das erste kommerzielle Angebot beinhaltete einen Tarif mit 15 GB Datenvolumen mit der Maximalgeschwindigkeit von 70 Mbit/s im Download. Bis Ende 2013 wird das Netzwerk bis zu 100 Mbit/s durchgeführt werden. … Am 24. November 2014 hat Vodafone das LTE-Netzwerk in mehr als 2.500 italienischen Gemeinden in Betrieb genommen bzw. in mehr als 74 % der Bevölkerung. Am 27. November 2014 startete Vodafone Italien 4G + auf dem Vodafone-Netz mit der Technologie LTE Advanced mit bis zu 225 Mbit/s in 80 Gemeinden. Stand Juli 2015: Vodafone startet VoLTE als erster Netzbetreiber Italiens bundesweit. |
|  | Wind Tre: Im Jahr 2011 wurden in Rom Tests in Zusammenarbeit mit Huawei erfolgreich abgeschlossen. Ab dort begann man mit der Netzabdeckung in den wichtigsten italienischen Städten mit den Frequenzen im 2,6 GHz Bereich innerhalb 2012 um das LTE Angebot den Kunden transparent anzubieten. Nach den Plänen von Wind verzögerten Lunter und VimpelCom den LTE Ausbau. Dadurch wurde der offizielle Start erst im Juni 2013 anstatt im April 2013 ins Leben gerufen. Es wurde eine Vereinbarung zwischen Wind,Huawei und Sirti für die Realisierung des LTE-Netz erstellt. Im Januar 2014 startete Wind 4G in Rom, Mailand, Bologna und an den wichtigsten Flughäfen in Italien. Im September 2015 wurden über die neue Technologie 47,7 % der italienischen Bevölkerung mit 4G LTE abgedeckt. Der LTE Dienst wird auch weiterhin kostenlos für alle Kunden angeboten, die eine SIM-4G LTE besitzen. 3 hatte erklärt, das die wichtigsten italienischen Städte mit LTE im Jahr 2012 abgedeckt sein würden und auch das 3 der erste gewesen wäre, der LTE im 1800 MHz und 2,6 GHz in Betrieb genommen hätte. Am 5. November 2012 wurde der Dienst in Acuto ins Leben gerufen, in der Provinz Frosinone, um auch die Möglichkeit zu bieten, in ländlichen Gebieten schnelles Internet anzubieten. In der Pressemitteilung erklärte 3, dass sie Rom und Mailand bis Dezember 2012 abgedeckt hätte. Das kommerzielle Angebot ist im Februar 2013 durch die Aktivierung der LTE-Option auf der SIM zu einem Preis von 1 € pro Monat für Kunden freigeschaltet worden, wo sie dann auf das ultraschnelle Netzwerk zugreifen können. Seit Dezember 2012 können auch die Kunden von „3“ die Vorteile vom 4G-LTE-Service (Long Term Evolution), die Anbindung von Geschwindigkeiten bis zu 100 MB Download und bis zu 50 Mega-Upload. Derzeit sind die 4G LTE-Dienste von „3“ aktiv in 628 Gemeinden. In den nächsten Monaten wird „3“ auch weiterhin sein schnelles Internet-Netzwerk ausbauen, mit dem Ziel, ein Upgrade mit4G-LTE 56 % der Bevölkerung bis Ende 2015 zu versorgen. Seit Mai 2015 hat „3“ damit begonnen, ihre eigenen Antennen einzurichten um die Aggregation der Bänder 1800 MHz und 2600 MHz-Frequenzen zu beginnen, insbesondere in Mailand und Turin es zu ermöglichen, um eine Geschwindigkeit mit bis zu 180 Mbit/s zu erreichen, die nacheinander mit der Aggregation und der Erhöhung durch das 30-MHz-Band auf 2600 MHz TDD, wobei FDD-Frequenzen (Strom) und TDD zusammen zu aggregieren. 4G + ist ab Mitte 2015 in folgenden Städten, wie beispielsweise Rom, Aosta, Bozen, Padua, Genua, La Spezia, Sanremo, Savona, Piacenza, Teramo, Reggio Calabria, Catania, Palermo und andere, wie von mehreren Benutzern berichtet. |

## Netzabdeckung in Italien
| Netzbetreiber | LTE (4G)                      | LTE (4G)                      | LTE-Advanced (4G+)      | LTE-Advanced (4G+)           | LTE-Advanced (4.5G)               | LTE-Advanced (4.5G)              | Stand     |
| ------------- | ----------------------------- | ----------------------------- | ----------------------- | ---------------------------- | --------------------------------- | -------------------------------- | --------- |
| Netzbetreiber | Single-Carrier (100/150 Mbps) | Single-Carrier (100/150 Mbps) | Dual-Carrier (225 Mbps) | Three-Carrier (300/340 Mbps) | Three/Quad-Carrier (500/550 Mbps) | Quad-Carrier (700/800/1000 Mbps) | Stand     |
| Netzbetreiber | Gemeinden                     | Anteil                        | Gemeinden               | Gemeinden                    | Gemeinden                         | Gemeinden                        | Stand     |
| Vodafone      | 7.132                         | 97,2 %                        | 1.952                   | 92                           | 10                                | 8                                | März 2018 |
| TIM           | 6.849                         | 96,3 %                        | 1.342                   | 95                           | 12                                | 7                                | März 2018 |
| Wind Tre      | 3.204                         | 95,3 %                        | -                       | -                            | -                                 | -                                | März 2018 |
| Iliad         | -                             | - %                           | -                       | -                            | -                                 | -                                | März 2018 |